# Orcutt
Nota: Não confundir com Orkut.
Orcutt é uma Região censo-designada localizada no estado americano da Califórnia, no Condado de Santa Bárbara.

## Demografia
Segundo o censo americano de 2000, a sua população era de 28.830 habitantes.

## Geografia
De acordo com o United States Census Bureau tem uma área de 29,3 km², dos quais 29,3 km² cobertos por terra e 0,0 km² cobertos por água. Orcutt localiza-se a aproximadamente 172 m acima do nível do mar.

## Localidades na vizinhança
O diagrama seguinte representa as localidades num raio de 24 km ao redor de Orcutt.